# Єжи Костро
Єжи Костро (пол. Jerzy Kostro, 25 січня 1937) – польський шахіст.

## Шахова кар'єра
Випускник Гірничо-металургійної академії в Кракові, саме в студентські роки мав перший успіх 1957 року, коли несподівано вийшов у фінал чемпіонату Польщі. До останніх раундів тримався серед лідерів, однак програв вирішальні партії фаворитам — Казімєжові Плятеру та Богданові Сливі, таким чином посів третє місце. Здобув у подальших 11 виступах (в 1957–1974 роках) іще чотири нагороди: золоті 1966 та 1970, срібну 1971 та бронзову 1959. Тричі брав трофеї на командному чемпіонаті: два срібні (1956, 1964) та бронзовий (1961).
У 1958—1974 виступав на шести шахових олімпіадах, на двох із них був першим номером команди (1968, 1970). 1966 в Гавані показав свій найліпший результат — 67,9% (на третій шахівниці). 1968 року здобув звання мміжнародного майстра. 1973 у містечку Бат грав за збірну Польщі в фіналі командної першості Євопи.
У 1986 зіграв останній турнір під егідою ФІДЕ. Найвищий рейтинг пана Єжи Костро зафіксований на початку січня 1976, коли він з 2400 пунктами поділив 7-8 серед польських шахістів.